# Temognatha aestimata
Temognatha aestimata es una especie de escarabajo del género Temognatha, familia Buprestidae. Fue descrita científicamente por Kerremans en 1898.